# Dieta alcalina
La dieta alcalina (també coneguda com la dieta alcalina de desintoxicació, la dieta acidoalcalina o, més rarament, dieta de la cendra àcida o dieta de la cendra alcalina) descriu un grup de dietes vagament relacionades basat en la creença que certs aliments poden afectar l'acidesa (el pH) dels líquids corporals, incloent l'orina o la sang i, per tant, poden ser utilitzades per a tractar o prevenir malalties. A causa de la manca d'estudis en humans que donin suport als beneficis d'aquesta dieta, en general no és recomanada per nutricionistes i altres professionals de la salut.
La relació entre la dieta i l'homeòstasi acidobàsica (la regulació de l'equilibri acidobàsic del cos), s'ha estudiat durant dècades, malgrat les aplicacions mèdiques d'aquesta teoria s'han centrat en gran manera en el canvi de l'acidesa de l'orina. Tradicionalment, aquesta dieta ha advocat per evitar la carn, el pollastre, el formatge i els cereals per tal de fer que l'orina sigui més alcalina (pH més alt), el canvi del pH de l'orina pot prevenir les infeccions recurrents del tracte urinari (ITU) i els càlculs renals (nefrolitiasis). No obstant això, les dificultats de predir amb eficàcia els efectes d'aquesta dieta han portat a l'ús de medicaments, en lloc de la modificació de la dieta, com el mètode preferit per canviar el pH de l'orina. La hipòtesi de la "cendra àcida" s'ha considerat un factor de risc per a l'osteoporosi mitjançant diverses publicacions científiques, però, més recentment, el pes de les proves científiques disponibles no recolza aquesta hipòtesi.

## Medicina alternativa
El terme de "dieta alcalina" també ha estat utilitzat pels practicants de la medicina alternativa, amb la proposta que aquests tipus de dietes poden tractar o prevenir el càncer, malalties del cor, baixos nivells d'energia, així com altres malalties. Aquestes afirmacions no estan recolzades per proves mèdiques i fan suposicions incorrectes sobre com funcionen les dietes alcalines que són contraris a la comprensió moderna de la fisiologia humana.
Sota la hipòtesi de la cendra àcida s'ha investigat l'efecte de la ingesta total d'àcids en la dieta i tampoc s'ha trobat proves que el consum d'àcid augmenti el risc d'osteoporosi.
També s'ha especulat que aquesta dieta pot tenir un efecte en la pèrdua de massa muscular, metabolisme de l'hormonal del creixement o el mal d'esquena, tot i que no hi ha proves concloents que confirmin aquestes hipòtesis.

## Evidència
Els defensors dels usos alternatius d'una dieta alcalina proposen que, com que el pH normal de la sang és lleugerament alcalí, l'objectiu de la dieta hauria de ser reflectir això en el menjar, que hauria de ser, d'aquesta manera, alcalí. Aquests defensors proposen que les dietes amb alt contingut d'elements que produeixen àcids en general, farà que el cos per convertir-se s'acidifiqui, el que pot fomentar la malaltia. Aquest mecanisme proposat, en què la dieta pot canviar significativament l'acidesa de la sang, va en contra de "tot el que sabem sobre la química del cos humà" i s'ha anomenat un "mite" en un comunicat per l'American Institute for Cancer Research (l'Institut Americà per a la Investigació del Càncer). A diferència del nivell de pH en l'orina, una dieta alcalina selectiva no s'ha mostrat induir un canvi sostingut en els nivells de pH de la sang, ni a produir els beneficis clínics que afirmen els seus defensors. A causa dels mecanismes naturals de regulació del cos, que no requereixen una dieta especial per treballar, menjar una dieta alcalina pot simplement, com a màxim, canviar el pH de la sang mínimament i de forma transitòria.
Una proposta similar dels que advoquen per aquesta dieta suggereix que el càncer creix en un ambient àcid, i que una dieta alcalina adequada pot canviar l'entorn del cos per tractar el càncer. Aquesta proposta ignora el fet que mentre que el teixit cancerós creix en un ambient àcid, és el càncer el que crea l'acidesa. El ràpid creixement de les cèl·lules canceroses crea l'ambient àcid; l'ambient àcid no crea el càncer. La proposta també es nega a reconèixer que és "pràcticament impossible" crear un ambient menys àcid en el cos. Dietes "extremes" com aquesta dieta tenen més riscos que beneficis per als pacients amb càncer.
Altres beneficis proposats pel consum d'una dieta alcalina tampoc estan suportades per les proves científiques. Encara que s'ha proposat que aquesta dieta s'incrementarà l'"energia" o tracta les malalties cardiovasculars, no hi ha evidència per donar suport a aquestes afirmacions. Una versió d'aquesta dieta ha estat també promoguda per Robert O. Young com un mètode de pèrdua de pes en el seu llibre El miracle del pH. D'acord amb l'Academy of Nutrition and Dietetics (Acadèmia de Nutrició i Dietètica), porcions de la seva dieta, com ara l'èmfasi en el consum de verdures de fulla verda i l'exercici probablement serien saludables. No obstant això, la "teoria fosca" en què es basa la seva dieta i la dependència dels règims de dejuni complicats i suplements nutricionals significa que aquesta dieta "no és una forma saludable de perdre pes." També s'ha proposat que l'àcid provoca artritis reumatoide i artrosi, i que una dieta alcalina es pot utilitzar per tractar aquestes malalties. No hi ha evidència per donar suport a aquesta proposta.
les proves d'orina i/o saliva per l'acidesa s'ha proposat com una manera de mesurar el nivell d'acidesa del cos i, per tant, el nivell de risc per a les malalties. No obstant això, no existeix una correlació entre el pH urinari mesurat a casa "kits de prova" i l'acidesa del cos.

## Efectes adversos
A causa que la dieta alcalina promou l'exclusió de certes famílies d'aliments, podria donar lloc a una dieta menys equilibrada amb el resultat de deficiències de nutrients com els àcids grassos essencials i fitonutrients. El nivell d'esforç necessari per utilitzar aquesta dieta es considera "alt", ja que hi ha molts aliments que han de ser exclosos en aquesta dieta.
Principalment, es recomana excloure els aliments àcids i, a banda: alcohol, cafè, sucre blanc, farina blanca, dolços, pastes, rebosteria, productes rics en greixos transgènics, greixos saturats procedents de la proteïna animal, ous, productes lactis (encara que siguin desnatats), refrescos, hortalisses com el pebrot, les patates, els bolets, llegums com els cigrons o les mongetes negres i els cereals refinats (els integrals sí que es poden prendre).